# Vitonen
Vitonen (eller: V divisioona), svensk Femman er den sjettebedste række i finsk fodbold, bestående af 228 klubber fordelt i 22 puljer efter klubbernes geografiske placeringer. 